# صوران (ناطع)
صوران هي إحدى قرى عزلة ال منصور بمديرية ناطع التابعة لمحافظة البيضاء، بلغ تعداد سكانها 87 نسمة حسب تعداد اليمن لعام 2004.